# Bill Wallace (Kampfsportler)

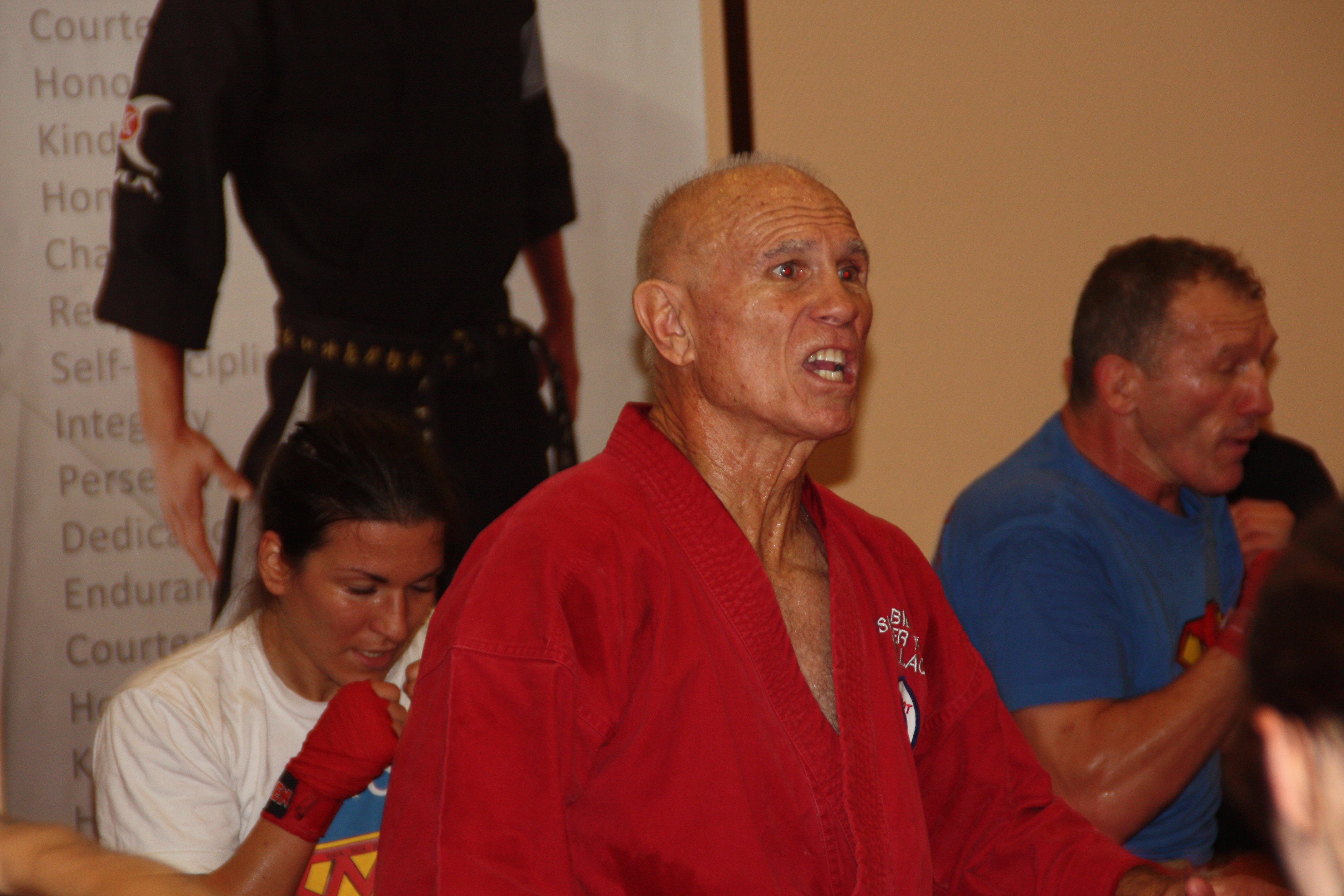
Bill Wallace und Ferdinand Mack, WAKO Bundestrainer 2011

Bill „Superfoot“ Wallace (* 1. Dezember 1945 in Portland, Indiana) ist ein US-amerikanischer Kampfsportler. Wegen seiner kreisförmigen Kicks bekam er den Beinamen „Superfoot“. Er trägt den 10. Dan Shōrin-Ryū, war von 1974 bis 1980 siebenfacher Weltmeister der Professional Karate Association (PKA) und ist heute Ehrenpräsident der FFBA. Im Kampfsport gilt Bill Wallace heute als lebende Legende.

## Geschichte
Bill Wallace begann bereits während seiner High-School-Jahre mit dem Judo- und Wrestlingtraining. Aufgrund einer Bänder-Verletzung des rechten Knies während des Judotrainings musste er mit dem Judo aufhören. Während seiner Dienstzeit bei der US Air Force 1967 begann er unter Michael Gneck mit dem Shōrin-Ryū Karatetraining. Er war sehr bald sehr erfolgreich und wechselte zum Vollkontakt-Karate. Aufgrund seiner alten Knieverletzung versuchte er das linke Knie zu entlasten und konzentrierte sich voll auf sein rechtes Bein als Standfuß. Mit dieser Spezialisierung machte er aus seiner Schwäche eine Stärke. Es gelang ihm schließlich mit „Fast Leg Kicks“ und vor allem seinem Roundhouse-Kick eine (gemessene) Geschwindigkeit von 60 mph (96 km/h) zu erreichen. Er wurde siebenfacher Middleweight Champion der PKA. Beim Karate-Training trainierte er fast 90 % der Zeit mit den Beinen. Nur dadurch gelang es ihm auch diese Erfolge zu erzielen und weitaus größere und schwerere Gegner mit seinen Tritten und Kicks zu besiegen.

## Kampfstil
Bill Wallace spezialisierte sich bald auf seine Beintechniken. Durch tägliches Training konnte er seinen Roundhouse-Kick mit einer gemessenen Geschwindigkeit von 60 mph treten. Mit zwei oder drei schnellen Finten täuschte er an, um dann mit einem knallharten Tritt den Gegner auszuknocken. Er selbst blieb aber auch nicht verschont. So verlor er nach einem unglücklichen Treffer einen Hoden, da sein Tiefschutz verrutscht war. Mit seiner Größe von 178 cm und einem Kampfgewicht von knapp 75 Kilo hatte er eine erstaunliche Kraft und Schnelligkeit bei seinen Wettkämpfen. Er blieb mit seinem Kampfstil von 1974 bis 1980 in 23 aufeinanderfolgenden Kämpfen ungeschlagen. 1980 besiegte er in Los Angeles, USA, den Deutschen Bernd Grothe in der zweiten Runde durch K. o. Im gleichen Jahr trat er dann als ungeschlagener Champion zurück. Sein Vorgänger als Weltmeister war Chuck Norris, Nachfolger wurde Joe Lewis. Trotz seiner harten Kämpfe wird er auch heute noch von seinen Fans und seinen ehemaligen Gegnern sehr geschätzt und verehrt.

## Erfolge
Bill Wallace war siebenfacher Weltmeister, gewann drei Mal die US-Championships, drei Mal die USKA Grand Nationals und zwei Mal die Top Ten Nationals.
Das US-amerikanische Black Belt Magazine, die „Bibel des Kampfsports“, ernannte ihn 1978 zum „Man of the Year“.

## Ausbildung
Wallace machte 1973 den Bachelor in Sports an der Ball State University und 1976 den Master in Kinesiologie an der Memphis State University.

## Freundschaften

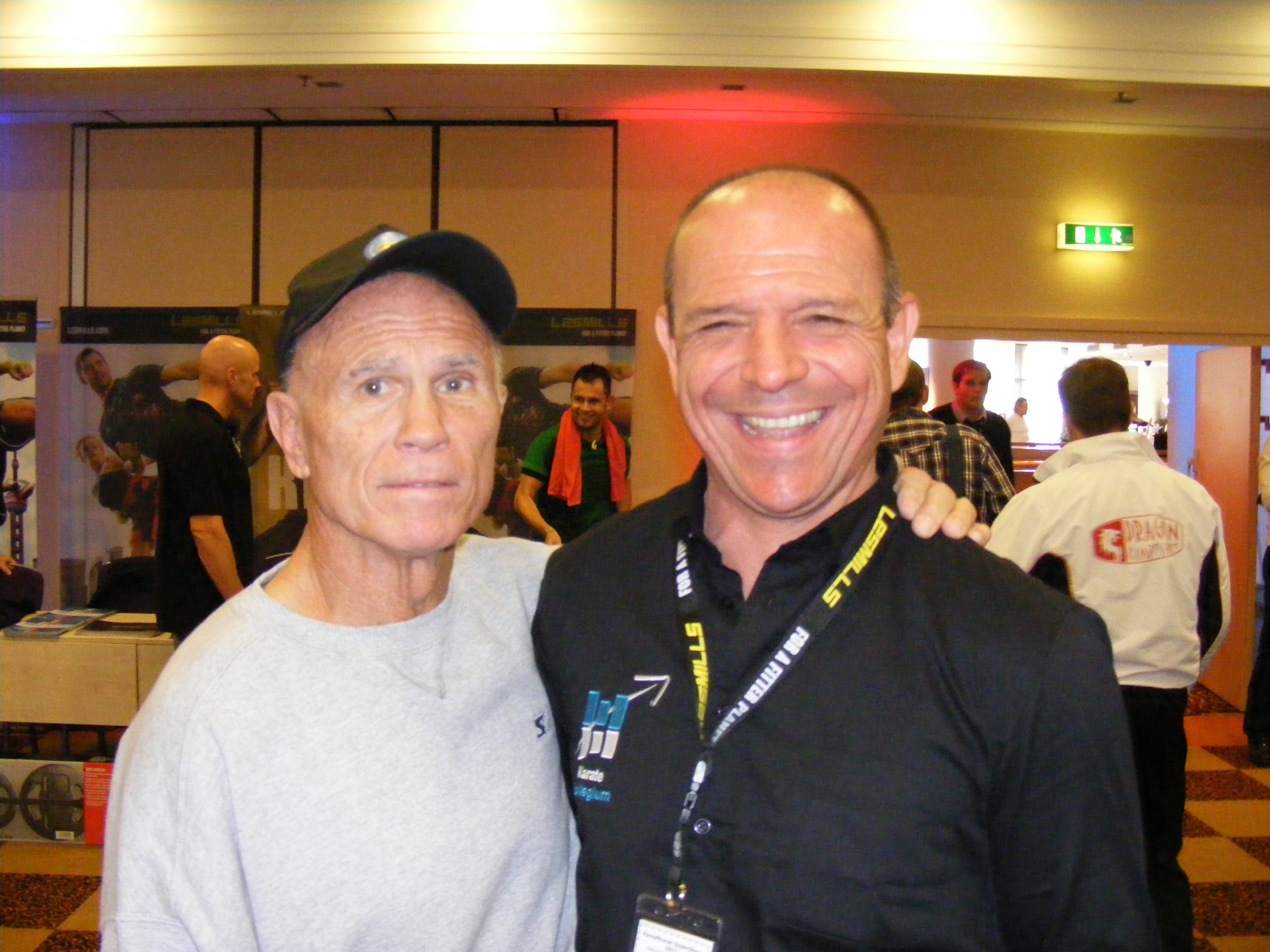
Bill Wallace und Toni Dietl (2011)

Bill Wallace war unter anderem befreundet mit Elvis Presley, Chuck Norris, Joe Lewis, Jackie Chan und John Belushi. Er war es auch, der John Belushi 1982 nach einer Überdosis Drogen im Chateau Marmont Hotel in Hollywood tot auffand. Für John Belushi war er nicht nur Freund, sondern auch Trainer und Bodyguard. Über seinen Freund Chuck Norris kam er zum Martial-Arts-Film. Gemeinsam mit Elvis trainierte er viele Stunden seine speziellen Karatetechniken.

## Martial-Arts-Filme
Zu seinen bekanntesten Filmen zählen:
- 1979: Der Bulldozer (engl. Original: A Force of One), mit Chuck Norris
- 1984: Killpoint, mit Cameron Mitchel
- 1985: Der Protektor (The Protector), mit Jackie Chan
- 1985: L.A. Street Fighters
- 1985: Sword of Heaven
- 1987: Fight to Win
- 1988: American Hunter

## Buchveröffentlichungen
- Super-Tritte. ISBN 3-8068-1248-9.
- Das Beste von Bill Wallace. ISBN 0897501462.
- Wettbewerbsfähiges Karate mit Bill Wallace.
- Der ultimative Kick. ISBN 978-0-86568-088-3.
- Karate: Grundlegende Konzepte und Fähigkeiten.
- Competitive Karate. ISBN 978-0-7360-4492-9.
- Dynamic Kicking & Stretching. Unique Publications, 1981, ISBN 0865680183.

## Filmveröffentlichungen
- B.O.O.S.T. Robert Ferguson & Bill Wallace. ISBN 978-1581333961 (DVD)

## Nach seiner Karriere

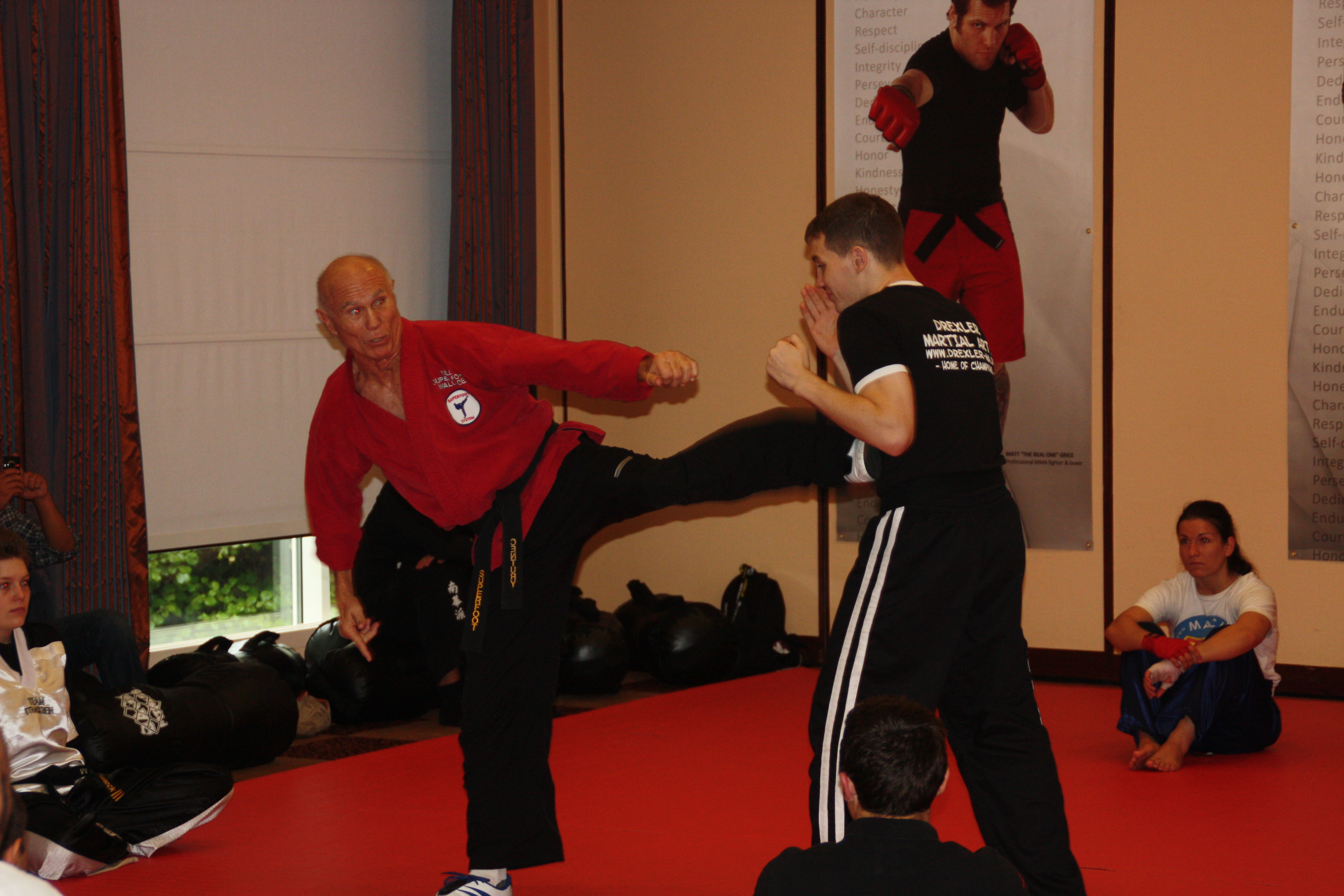
Bill Wallace in Action (Dortmund 2011)

Noch heute reist Wallace um die Welt, um in Vorträgen und Seminaren seine Vorstellung von Karate vorzutragen. Aufgrund seiner freundlichen und humorvollen Art ist er bei seinen Schülern sehr beliebt. Für viele große Kampfkünstler gilt Bill Wallace heute noch als Vorbild. Der WAKO-Bundestrainer Ferdinand Mack und der WKA-Vize-Präsident Toni Dietl nennen ihn als großes Vorbild.